# Nokia 6630
Nokia 6630 este un smartphone realizat de compania Nokia care rulează sistemul de operare Symbian OS 8.0 și se bazează pe platforma S60.

## Design
Pe partea de jos găsim conectorul Pop-Port.
Pe partea stângă se află butonul pentru apelarea vocală și butonul de alimentare/de selecție profil.
În partea dreaptă este slotul de card DV-MMC care este protejat de capacul din plastic.
Pe partea din spate a dispozitivului se află obiectivul camerei foto de 1.3 megapixeli.

## Multimedia
Camera are 1.3 megapixeli cu rezoluția de 1280 x 960 pixeli și zoom digital de 6x. Suportă formatele MP3/AAC/MP4.

## Conectivitate
Are Bluetooth 1.2 și Pop-Port. Slotul de memorie acceptă carduri RS-MMC cu tensiune dublă. 
Clientul de e-mail acceptă IMAP4 și POP3. Browser-ul suportă WAP 2.0/xHTML și HTML.
Conectivitatea suportată este GSM 900/1800/1900 MHz, HSCSD, GPRS, EDGE și WCDMA 2100 MHz.

## Caracteristici
- Ecran TFT de 2.1 inchi cu rezoluția de 176 x 208 pixeli
- Procesor ARM 926 tactat la 220 MHz
- Slot card RS-DV-MMC
- Camera foto de 1.3 megapixeli
- Bluetooth 1.2
- Nokia Pop-Port
- Sistem de operare Symbian OS 8.0, S60 v2.0 UI
- Capace XpressOn